# Пауки-миметиды
Пауки-миметиды (лат. Mimetidae) — семейство аранеоморфных пауков из надсемейства Mimetoidea.

## Этимология
Название происходит от др.-греч. μιμητής («подражать») — за их замечательную способность вписываться в окружающую среду

## Описание
Обычно это небольшие пауки, в длину достигающие 3—7 миллиметров, и имеющие жёлтый, беловато-желтый или красновато-коричневый окрас. Тело (в особенности брюшко) покрыто длинными волосками. Головогрудь с незначительным сужением в грудной области. Брюшко округлое или овальное. Ноги длинные, с многочисленными шипами и щетинками.

## Экология
Обитают на стволах и ветвях деревьев, под корнями, на высокой траве. Ловчих сетей не строят и питаются исключительно другими представителями отряда пауков — заползают в ловчие сети, где имитируют движение попавшей в сети добычи или движение потенциального партнёра.

## Размножение
Кокон белый, грушевидный, сверху прикрыт золотисто-желтыми или красновато-коричневыми рыхлыми нитями паутины. В коконе 6-8 яиц.

## Распространение
Встречаются почти повсеместно.

## Классификация
По данным Всемирного каталога пауков на август 2017 года семейство включает 152 видов, объединяемых в 12 родов:
- Anansi  Benavides & Hormiga, 2017
- Arocha  Simon, 1893
- Arochoides  Mello-Leitão, 1935
- Australomimetus  Heimer, 1986
- Ermetus  Ponomarev, 2008
- Ero  C. L. Koch, 1836 (Ero lizae)
- Gelanor  Thorell, 1869
- Kratochvilia  Strand, 1934
- Melaenosia  Simon, 1906
- Mimetus  Hentz, 1832
- Phobetinus  Simon, 1895
- Reo  Brignoli, 1979